# Daniel Wiffen
Daniel Wiffen, född 14 juli 2001, är en irländsk simmare.

## Karriär
I februari 2024 vid VM i Doha tog Wiffen guld på både 800 meter fritt och 1 500 meter fritt.
Under de Olympiska sommarspelen 2024 i Paris vann Wiffen guld på 800 meter fritt.